# Струмок Гнилоп'ятка
Струмок Гнилоп'ятка — річка в Україні, у Козятинському районі Вінницької області. Права притока Гнилоп'яті (басейн Дніпра).

## Опис
Довжина річки 8 км. Формується з багатьох безіменних струмків та водойм.

## Розташування
Бере початок на південному заході від Залізничного. Тече переважно на північний захід через Пляхову та Медведівку і впадає в річку Гнилоп'ять, праву притоку Тетерева.
Річку перетинають автомобільні дороги E583, М21.